# Arctokonstantinidae
Arctokonstantinidae (лат.) — семейство ракообразных из отряда каляноид (Calanoida).

## Описание
Мелкие ракообразные (длина 2—4 мм). Cемейство Arctokonstantinidae отличается от Spinocalanidae следующими апоморфиями: основание мандибул несет менее 3 волосков (против 3-4 волосков у Spinocalanidae); мандибулярный сегмент эндопода 1 лишен волосков (против 2-4 волосков у Spinocalanidae); проксимальный коксальный эндит Mx2 с менее чем 3 волосками (против 3 волосков у Spinocalanidae); терминальный сегмент эндопода Mxp с менее чем 4 волосками (против 4 волосков у Spinocalanidae); медиальная сета основания и латеральная доля эндопода P1 отсутствуют (по сравнению с присутствующими в Spinocalanidae).

## Классификация
В состав семейства включают 4 вида из 3 родов. По другим взглядам сюда добавляют ещё два рода с двумя видами (Foxtonia, Sognocalanus), или всё семейство синонимизируют с Spinocalanidae.
- Arctokonstantinus Markhaseva & Kosobokova, 2001
  - Arctokonstantinus hardingi Markhaseva & Kosobokova, 2001
- Caudacalanus Markhaseva & Schulz, 2008[8]
  - Caudacalanus mirus Markhaseva & Schulz, 2008
  - Caudacalanus vicinus Markhaseva & Schulz, 2008
- Foxtosognus Markhaseva, 2008[9]
  - Foxtosognus rarus Markhaseva, 2008